# Démographie économique
La démographie économique est une discipline qui étudie les interactions entre la démographie et l'économie.

## Concept
La démographie économique est un champ d'étude au croisement de la démographie et de l'économie. La démographie est la connaissance mathématique de la population et de son état physique, intellectuel et moral. L'économie, elle, est la science de la distribution des richesses. La démographie économique vis à expliquer des phénomènes démographiques via les outils de l'économie, et vice versa.
Cette discipline étudie notamment les effets de la démographie, qu'elle soit croissante ou pas, sur l'offre et la demande, ainsi que sur l'innovation et le niveau de vie.
La démographie économique est un champ particulièrement fécond au sein des études liées à l'économie du développement. Les pays émergents font en effet face à des défis liés à l'effet de leur démographie sur leur économie, notamment en Afrique.
La démographie fait l'objet de recherches économiques dès le XVIe siècle, notamment par les mercantilistes. Thomas Malthus perpétue ces recherches, avec une optique différente, deux siècles plus tard. Elle se développe toutefois en tant que discipline universitaire seulement au XXe siècle.